# Tipula (Pterelachisus) mutila
Tipula (Pterelachisus) mutila is een tweevleugelige uit de familie langpootmuggen (Tipulidae). De soort komt voor in het Palearctisch gebied.